# 弗洛尔镇

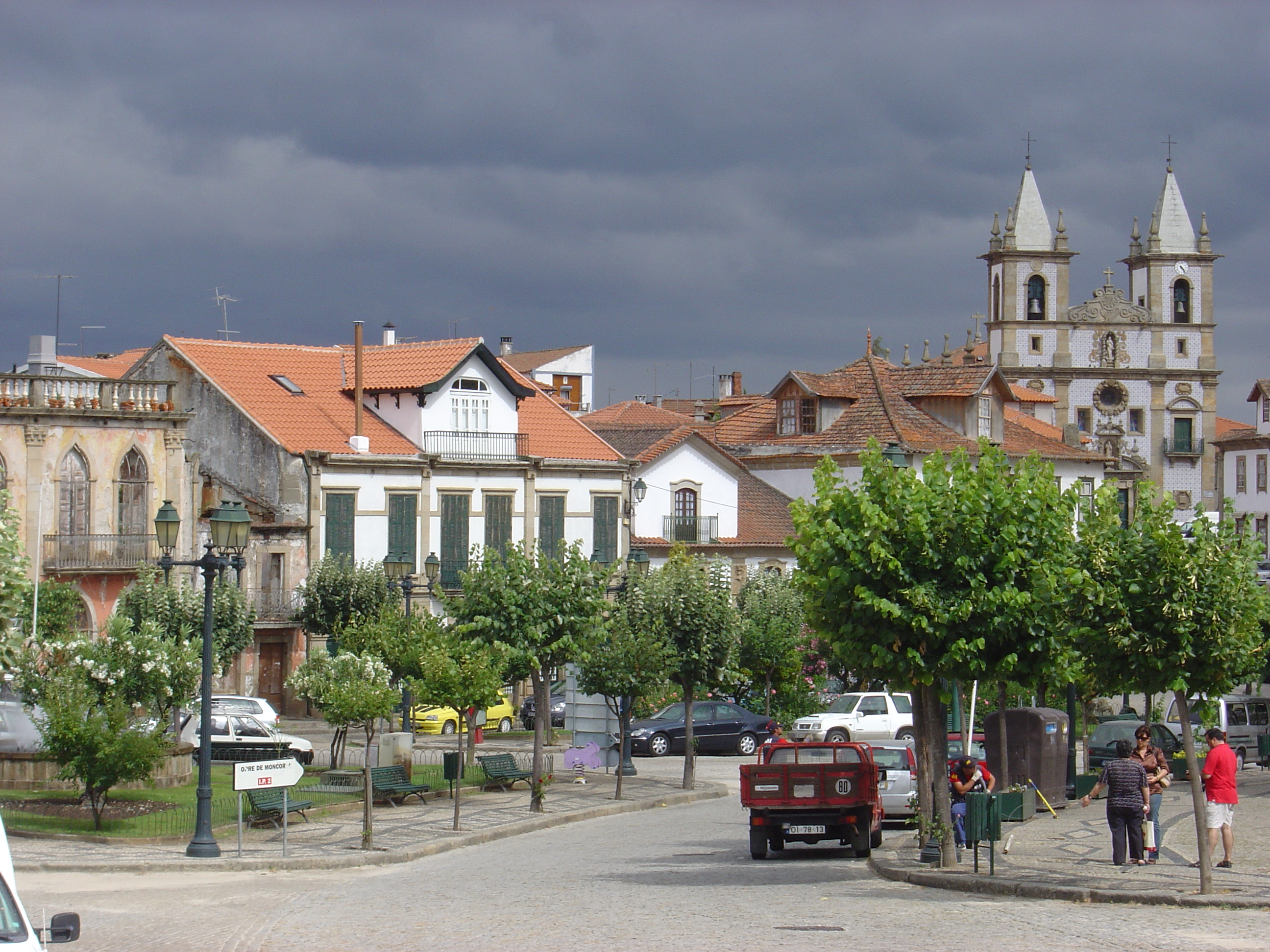
弗洛尔镇镇区中心广场

弗洛尔镇（Vila Flor）是葡萄牙布拉干萨区的一个市镇，位于该区偏南。总面积265.52平方公里，总人口6697人（2011年），人口密度25人/平方公里。弗洛尔镇被誉为葡萄牙橄榄油之都。